# Coptocercus rubripes
Coptocercus rubripes är en skalbaggsart som först beskrevs av Jean Baptiste Boisduval 1835.  Coptocercus rubripes ingår i släktet Coptocercus och familjen långhorningar. Inga underarter finns listade i Catalogue of Life.

## Bildgalleri

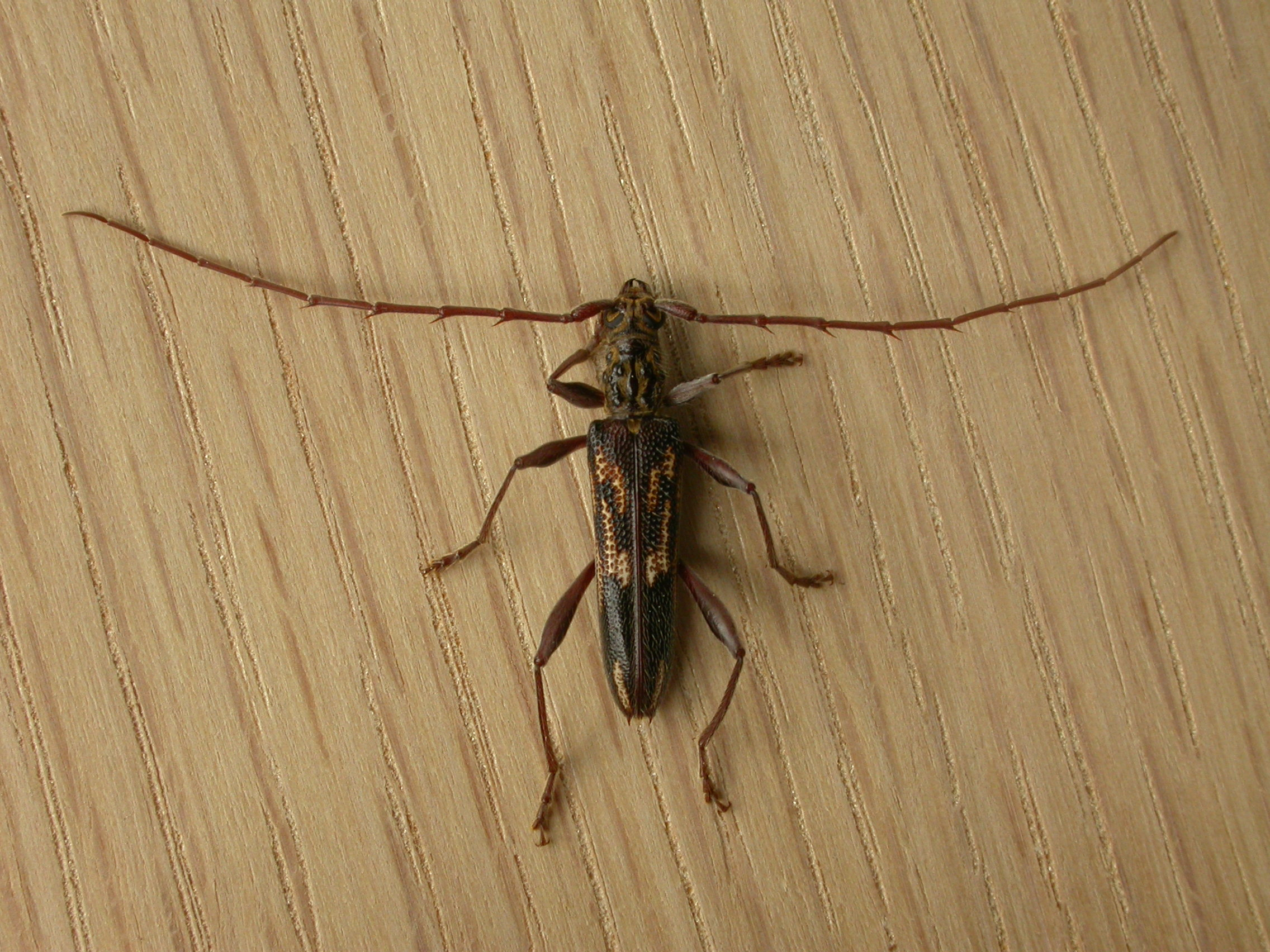